# ナッシュビル (ドック型輸送揚陸艦)
| USS Nashville |                                                            |
| 艦歴          |                                                            |
| 発注          | 1964年5月15日                                              |
| 起工          | 1966年3月14日                                              |
| 進水          | 1967年10月7日                                              |
| 就役          | 1970年2月14日                                              |
| 退役          | 2009年9月30日                                              |
| その後        |                                                            |
| 除籍          |                                                            |
| 母港          | バージニア州ノーフォーク                                   |
| 性能諸元      |                                                            |
| 排水量        | 満載排水量:17,479 t 軽荷排水量:9,784 t 積載重量: 7,695 t   |
| 全長          | 173.7 m (570 ft) 水線長:167 m (548 ft)                     |
| 全幅          | 30.4 m (100 ft) 水線長:25.6 m (84 ft)                      |
| 吃水          | 7 m (23 ft) 最大 7 m (23 ft) 限界                          |
| 機関          | 蒸気タービン2基、2軸推進、24,000 shp                       |
| 最大速        | 21 ノット                                                  |
| 乗員          | 士官:59名, 兵員:430名                                      |
| 兵装          | ファランクス20mmCIWS 2基 25mm Mk 38機銃 2基 12.7mm機銃 8基 |
| 搭載機        | CH-46 シーナイト・ヘリコプター 6機                         |
| モットー      |                                                            |

ナッシュビル (USS Nashville, LPD-13) は、アメリカ海軍のドック型揚陸艦。クリーブランド級ドック型輸送揚陸艦の7番艦。テネシー州ナッシュビルに因んで命名され、その名を持つ艦としては3隻目である。

## 艦歴
ナッシュビルは1966年3月14日にワシントン州シアトルのロッキード・シップビルディング社で起工する。1967年10月7日にロイ・L・ジョンソン夫人によって命名、進水し、1970年2月14日にフランク・R・ファーランド艦長の指揮下ブレマートンのピュージェット・サウンド海軍工廠で就役した。
ナッシュビルは様々な任務を行ったが、その中にはカリブ海強襲揚陸グループ、地中海強襲揚陸グループ、ペルシャ湾強襲揚陸グループ、水雷対抗任務グループ、NATOの北大西洋演習、大西洋艦隊の訓練演習が含まれる。
2006年1月16日、17日にナッシュビルはMQ-8 ファイアスカウト無人ヘリコプターの着艦が行われた最初の艦となった。
2006年7月、イスラエル国防軍によるヒズボラへの攻撃が激化し、ナッシュビルはイオー・ジマ特別遠征攻撃グループの一部としてレバノンに派遣され、第24海兵隊遠征部隊を輸送、紛争地区からアメリカ国民を救助した。2006年7月20日に海兵隊はレバノンに上陸し、それは1982年以来のことであった。ナッシュビルはテレビ番組「アンソニー世界を喰らう」の、ベイルートからアメリカ人を救出するエピソードで特集された。救助されたアメリカ人の中にはアンソニー・ボーディン自身が含まれた。このエピソードはエミー賞のノミネートを受けた。
ナッシュビルは2009年9月30日にバージニア州ノーフォークのノーフォーク海軍基地で退役した。海軍高官は艦の維持には費用がかかりすぎ、新たな艦を運用するより効率的でないと述べた。

## インドへの売却
インドからの情報源によると、インド海軍はナッシュビルの取得を希望した。しかしながら2007年8月現在でインドは取引を進めることを決定しなかった。結局インド海軍はナッシュビルではなくトレントン (USS Trenton, LPD-14) を取得し、現在はジャラシュワ (INS Jalashwa, L41) として運用されている。

## 参照
1. 1 2 3 4 5 6 7 8 9 10 11 12  “USS Nashville (LPD-13)”. Naval Vessel Register (2009年9月18日). 2009年9月30日時点のオリジナルよりアーカイブ。2009年9月30日閲覧。
2. 1 2 3  Woodrow, Melanie; Rose, Derrick (2009年9月30日). “USS Nashville decommissioned”. WAVY.com.  オリジナルの2009年9月30日時点におけるアーカイブ。
3. 1 2  “LPD 4 Austin class”. Federation of American Scientists (2008年). 2009年9月30日時点のオリジナルよりアーカイブ。2009年9月30日閲覧。
4. ↑  “Autonomous Fire Scout UAV Lands on Ship”. Navy.mil (Naval Air Systems Command). (2006年1月18日).  オリジナルの2012年3月7日時点におけるアーカイブ。
5. ↑  Martinez, Luis (2006年7月14日). “Evacuating Lebanon”. The World Newser. 2012年3月7日時点のオリジナルよりアーカイブ。2012年3月6日閲覧。
6. ↑  Panossian, Joe (2006年7月14日). “Marines aid evacuation as plane lands in U.S.”. Houston Chronicle 2006年7月20日閲覧。[リンク切れ]
7. ↑  “Indian Navy May Bid To Acquire Amphibious Warship USS Nashville”. India-Defence.com. (2007年7月15日).  オリジナルの2009年9月30日時点におけるアーカイブ。
8. ↑  Luthra, Gulshan (2007年8月). “India says 'Not Yet' to another assault ship from US”. India Strategic.  オリジナルの2012年3月7日時点におけるアーカイブ。
9. ↑  Jones, Tyler (2007年1月17日). “U.S. Navy Decoms Trenton, Transfers to Indian Navy”. Navy.mil.  オリジナルの2009年9月30日時点におけるアーカイブ。